# KKOL (UKW-Sender)
Koordinaten: 21° 23′ 51″ N, 158° 6′ 1″ W
KKOL oder KKOL-FM (Branding: „Hawaii’s Kool Gold“) ist ein US-amerikanischer Oldies-Hörfunksender aus Aiea im US-Bundesstaat Hawaii. KKOL-FM sendet auf der UKW-Frequenz 107,9 MHz. Eigentümer und Betreiber ist die Salem Media of Hawaii Inc, eine Tochter der Salem Media Group.